# 안톤 슈나크
안톤 슈나크(Anton Schnack, 1892년 7월 21일 ~ 1973년 9월 26일)는 독일의 시인으로 프레드리히 슈나크의 동생이다.
시대의 조류에 초연하여 고아한 정적의 경지를 지켰다. 1919년 〈욕망의 노래〉로 문단에 데뷔했고, 오랫동안 침묵을 지키다가 1936년 〈조우자로부터의 소식〉에서 새로운 낭만풍의 시경을 개척하였다. 그 밖에 소설로는 장편 《사랑의 후조》가 있다.

## 참고 자료
- 이 문서에는 다음커뮤니케이션(현 카카오)에서 GFDL 또는 CC-SA 라이선스로 배포한 글로벌 세계대백과사전의 내용을 기초로 작성된 글이 포함되어 있습니다.